# Възнесение Господне (Тодорци)
„Възнесение Господне/Христово“ (на гръцки: Ανάληψη Σωτήρος) е възрожденска православна църква в мъгленското село Тодорци (Теодораки), Гърция, част от Воденската, Пелска и Мъгленска епархия на Вселенската патриаршия.
Църквата е изградена в 1878 година. Представлява трикорабна базилика с отворен трем на юг и запад. Вратите са доста ниски. Камбанарията е на западната страна. Средният кораб отвътре е засводен, а страничните са с плоски тавани. Иконостасът е впечатляващ. В църквата има няколко икони от 1778 година. Изписана е в 1878 година от Божин Стаменитов (Емануил Стаматиадис) от Енидже Вардар. Оригинален е резбованият дървен парапет на женската църква с 14-те части от химна Акатист, дело на атонски монах. Иконите в църквата са от Куфалово, с което Тодорци има стари връзки. Църквата е изгаряна от турците в 1850 и в 1875 година.
Обявена от държавата за защитен паметник на 2 юни 1986 година.